# Галатасарай (женский баскетбольный клуб)
«Галатасарай» (тур. Galatasaray Odeabank Kadın Basketbol Takımı) — турецкий женский баскетбольный клуб из Стамбула. Основан в 1986 году. Двенадцатикратный чемпион Турции, является единственным турецким клубом, становившимся обладателем европейского кубка и Евролига.

## История
Через два года после образования, «Галатасарай» выигрывает первенство Турции. В 90-х годах XX века стамбульский клуб становится «гегемоном» турецкого женского баскетбола, устанавливает рекорд — 9 побед подряд в чемпионате, завоёвывает «бронзовые» медали Евролиги ФИБА (впервые в истории Турции).
В XXI веке клуб находится в тени своего стамбульского противника «Фенербахче», за последние 4 сезона «Галатасарай» неизменно уступает в финале чемпионата Турции своему визави. Тем не менее в сезоне 2008/09 «Галатасарай» вписал своё имя в историю женского турецкого баскетбола, выиграв Кубок Европы ФИБА. В двух финальных матчах был повержен итальянский «Крас Баскет».
Единственный клуб из Турции, который участвовал в розыгрыше суперкубка Европы. Два сезона подряд (2012 и 2013) играет в «Финале восьми» Евролиги ФИБА.

## Достижения
- Победитель Евролиги: 2014
- Обладатель кубка Европы ФИБА: 2009, 2018
- Серебряный призёр кубка Европы ФИБА: 2023
- Бронзовый призёр Евролиги: 1999
- Чемпион Турции: 1988, 1990, 1991, 1992, 1993, 1994, 1995, 1996, 1997, 1998, 2000, 2014, 2015
- Серебряный призёр чемпионата Турции: 2008, 2010, 2011, 2012, 2013, 2021
- Обладатель кубка Турции: 1993, 1994, 1995, 1996, 1997, 1998, 2010, 2011, 2012, 2013, 2014

## Состав команды 2014/2015
| Номер | Игрок             | Позиция       | Рост   | Год рождения |
| ----- | ----------------- | ------------- | ------ | ------------ |
| 7     | Айшегюл Гюнай     | Защитник      | 172 см | 1992         |
| 9     | Кералт Касас      | Защитник      | 178 см | 1992         |
| 11    | Неврийе Йылмаз    | Центровой     | 192 см | 1980         |
| 14    | Дениз Чолакоглу   | Форвард       | 185 см | 1987         |
| 15    | Инджи Гюджлю      | Центровой     | 205 см | 1999         |
| 19    | Елена Дубльевич   | Форвард       | 188 см | 1987         |
| 20    | Санчо Литтл       | Центровой     | 190 см | 1983         |
| 21    | Нурия Мартинес    | Защитник      | 178 см | 1984         |
| 23    | Келси Бон         | Центровой     | 192 см | 1991         |
| 24    | Джуэл Лойд        | Разыгрывающий | 178 см | 1993         |
| 33    | Себнем Кимячиоглу | Форвард       | 185 см | 1983         |
| 35    | Бахар Чаглар      | Форвард       | 188 см | 1988         |
|       | Экрем Мемнум      | Тренер        |        | 1969         |

## Известные игроки
| - Кара Брэкстон - Дайана Таурази - Эпифания Принц - Тина Чарльз - Моник Кюри - Сеймон Огастус - Тамика Кэтчингс - Кэти Дуглас - Тадж МакУильямс-Франклин | - Реда Алелиунайте-Янковска - Эгле Сульчюте - Гинтаре Петроните - Марина Кресс - Елена Левченко - Ирина Рутковская - Альба Торренс |

## Главные тренеры
- 1986—?  Фехми Садыкоглу
- 2009  Окан Чевик
- 2012—  Экрем Мемнум